# Отмывание идеи
Отмывание идеи (англ. Idea laundering) — это процесс мнимой верификации, в ходе которого частное мнение проходит через публикацию в рецензируемых научных журналах и на выходе получает статус научного знания, оставаясь при этом частным мнением. Термин придуман по аналогии с  отмыванием денег. Получил широкую известность после скандала с мистификацией «исследования обид», когда группа учёных и журналистов сумела добиться публикации бессмысленных статей в известных рецензируемых журналах.

## Примеры отмывания идей
Джеймс Линдси (англ. James A. Lindsay) приводит в качестве примера отмывания идеи критическую теорию расы. В естественных науках отмыванием идей являются, например, статьи и диссертации по гомеопатии.

## История термина
Одно из ранних упоминаний есть в статье 2004 года, написанной на SourceWatch-вики Аароном Шварцем.
В дальнейшем термин был популяризован биологом Бретом Вайнштейном.

## Смотри также
Проблема демаркации
Фальсифицируемость